# ساموئل تویا
ساموئل تویا (انگلیسی: Samuel Tuia؛ زادهٔ ۲۴ ژوئیهٔ ۱۹۸۶ در ماتا-اوتو) بازیکن والیبال اهل فرانسه، یکی از اعضای تیم ملی والیبال فرانسه و باشگاه گالاتاسرای است.